# Comité français interfédéral
Il Comité français interfédéral (in italiano "Comitato francese interfederale", abbreviato in "CFI") è stata una federazione calcistica francese. 

## Storia

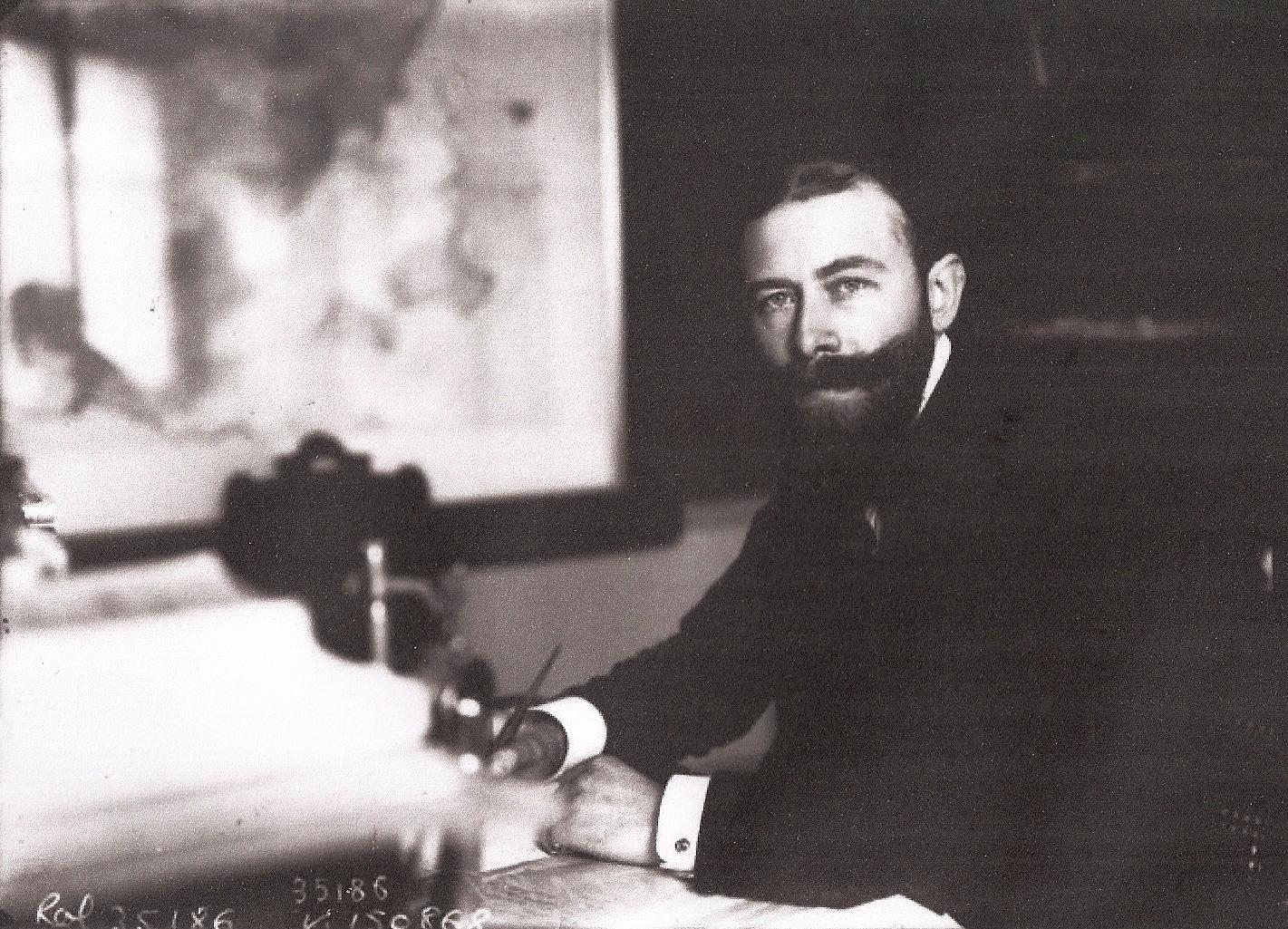
Charles Simon, fondatore del CFI.

Fondato su 23 marzo 1907 da Charles Simon, presidente dell'Étoile des Deux Lacs e segretario generale della Fédération gymnastique et sportive des patronages de France (FGSPF), il Comité français interfédéral riunì, senza farle accorparle completamente, tutte le federazioni che gestivano il calcio in Francia, tranne l'Union des sociétés françaises de sports athlétiques (USFSA) e la Fédération des sociétés athlétiques professionnelles de France (FSAF). Così la Fédération cycliste et athlétique de France, la Fédération athlétique amateur, la Fédération athlétique du sud-ouest, la Fédération cycliste et athlétique de Lyon et du sud-est e la FGSPF aderirono al CFI, superando i 400 iscritti totali.
Inizialmente, Simon non aveva limitato il CFI solo al calcio ma aveva l'intenzione di riunire tutte le organizzazioni che temevano l'egemonia dell'USFSA; vi erano infatti anche federazioni atletiche e ciclistiche. Nel 1907 si tenne il Trophée de France, il primo trofeo calcistico francese che vedeva partecipare le squadre vincitrici dei vari campionati calcistici organizzati dalle varie associazioni francesi e appartenenti al CFI; la prima edizione si tenne il 9 maggio 1907 al velodromo del parco di Bordeaux e venne dall'Étoile des Deux Lacs, con il trofeo che venne offerto da Pierre de Coubertin. L'anno successivo, l'USFSA lasciò la Fédération Internationale de Football Association (FIFA), così che la CFI ne approfittò chiedendone l'adesione; il Comité français interfédéral divenne così l'unica organizzazione a rappresentare la Francia nel mondo calcistico e nel 1913 la stessa USFSA fu costretta a chiedere l'adesione al suo storico nemico.
Il CFI ricevette progressivamente l'adesione di tutti i club calcistici federati con l'USFSA e di Jules Rimet, fondatore della Red Star Football Club e della Ligue de football association, che aderì al Comité français interfédéral nel 1912. Sempre in quest'anno l CFI decise di limitarsi al gioco del calcio e di usare come logo il gallo gallico, che sarà poi ripreso da altre federazioni e dal Comitato Olimpico Francese. Dopo la morte di Charles Simon nel 1914, nel corso della prima guerra mondiale, la carica di presidente venne affidata a Henri Delaunay.  Si interruppe anche lo svolgimento del Trophée de France, con un'ultima edizione denominata "Coupe de France" che si tenne nel 1916; quel torneo fu sostituito dalla stagione 1917-1918 con la Coupe Charles-Simon, una nuova coppa di calcio francese 'offerta da Paul Michaux sulla quale venne scritto "Nel glorioso ricordo di Charles SIMON, presidente fondatore del CFI, morto sul campo d'onore il 15 giugno 1915".
Il 7 aprile 1919 venne fondata la Fédération Française de Football, unificando tutte le federazioni presenti su territorio francese, tra cui il Comité français interfédéral; Jules Rimet fu il primo presidente di quest'associazione e Henri Delaunay invece ricoprì la carica di primo segretario generale.